# Двойная (станция)
Двойная — железнодорожная станция Ростовского региона Северо-Кавказской железной дороги, находящаяся в посёлке Орловском Орловского района Ростовской области.

## История и деятельность станции
Станция Двойная расположена на двухпутной электрифицированной  переменным током напряжением 27,5 кВ железнодорожной линии Волгоград-1  — Сальск. Станция входит в структуру  Ростовского региона Северо-Кавказской железной дороги ОАО Российские железные дороги.
Станция Двойная имеет одноэтажный железнодорожный вокзал, находящийся в центральной части посёлка Орловский Ростовской области. Для выхода пассажиров к пассажирским поездам на вторую платформу имеется переходной мост.
Через станцию Двойная проходят грузовые поезда в направлениях Сальск — Котельниково, Сальск — Куберле — Волгодонская — Морозовская и обратно.
По станции Двойная также осуществляется маневровая работа.

## Пассажирское сообщение
По станции Двойная курсируют пассажирские поезда дальнего следования, следующие из регионов Сибири, Кузбасса, Урала, Поволжья в курортные зоны Черноморского побережья (Адлер, Анапа, Новороссийск), а также на курорты Кавказских Минеральных вод (Кисловодск, Пятигорск, Ессентуки, Минеральные Воды). 
Станция Двойная имеет пригородное сообщение со станциями Ростов-Главный, Сальск, Волгодонская и Куберле, а также с промежуточными станциями данных направлений.

## Дальнее следование по станции
По состоянию на февраль 2025 года по станции курсируют следующие поезда дальнего следования:
| Круглогодичное обращение поездов | Круглогодичное обращение поездов | Круглогодичное обращение поездов | Круглогодичное обращение поездов |
| № поезда                         | Маршрут движения                 | № поезда                         | Маршрут движения                 |
| -------------------------------- | -------------------------------- | -------------------------------- | -------------------------------- |
| 59                               | Новокузнецк — Кисловодск         | 60                               | Кисловодск — Новокузнецк         |
| 97                               | Тында — Кисловодск               | 98                               | Кисловодск — Тында               |
| 353                              | Пермь — Адлер                    | 354                              | Адлер — Пермь                    |
| 445                              | Екатеринбург — Кисловодск        | 446                              | Кисловодск — Екатеринбург        |

| Сезонное обращение поездов | Сезонное обращение поездов        | Сезонное обращение поездов | Сезонное обращение поездов        |
| № поезда                   | Маршрут движения                  | № поезда                   | Маршрут движения                  |
| -------------------------- | --------------------------------- | -------------------------- | --------------------------------- |
| 249                        | Новокузнецк — Имеретинский курорт | 250                        | Имеретинский курорт — Новокузнецк |
| 465                        | Астрахань — Имеретинский курорт   | 466                        | Имеретинский курорт — Астрахань   |
| 497                        | Ижевск — Адлер                    | 498                        | Адлер — Ижевск                    |
| 505                        | Саратов — Имеретинский курорт     | 506                        | Имеретинский курорт — Саратов     |
| 509                        | Казань — Новороссийск             | 510                        | Новороссийск — Казань             |
| 521                        | Приобье — Новороссийск            | 522                        | Новороссийск — Приобье            |
| 531                        | Киров — Адлер                     | 532                        | Адлер — Киров                     |
| 545                        | Орск — Имеретинский курорт        | 545                        | Имеретинский курорт — Орск        |
| 589                        | Новый Уренгой — Тюмень — Адлер    | 590                        | Адлер — Тюмень — Новый Уренгой    |